# ソユーズTMA-9

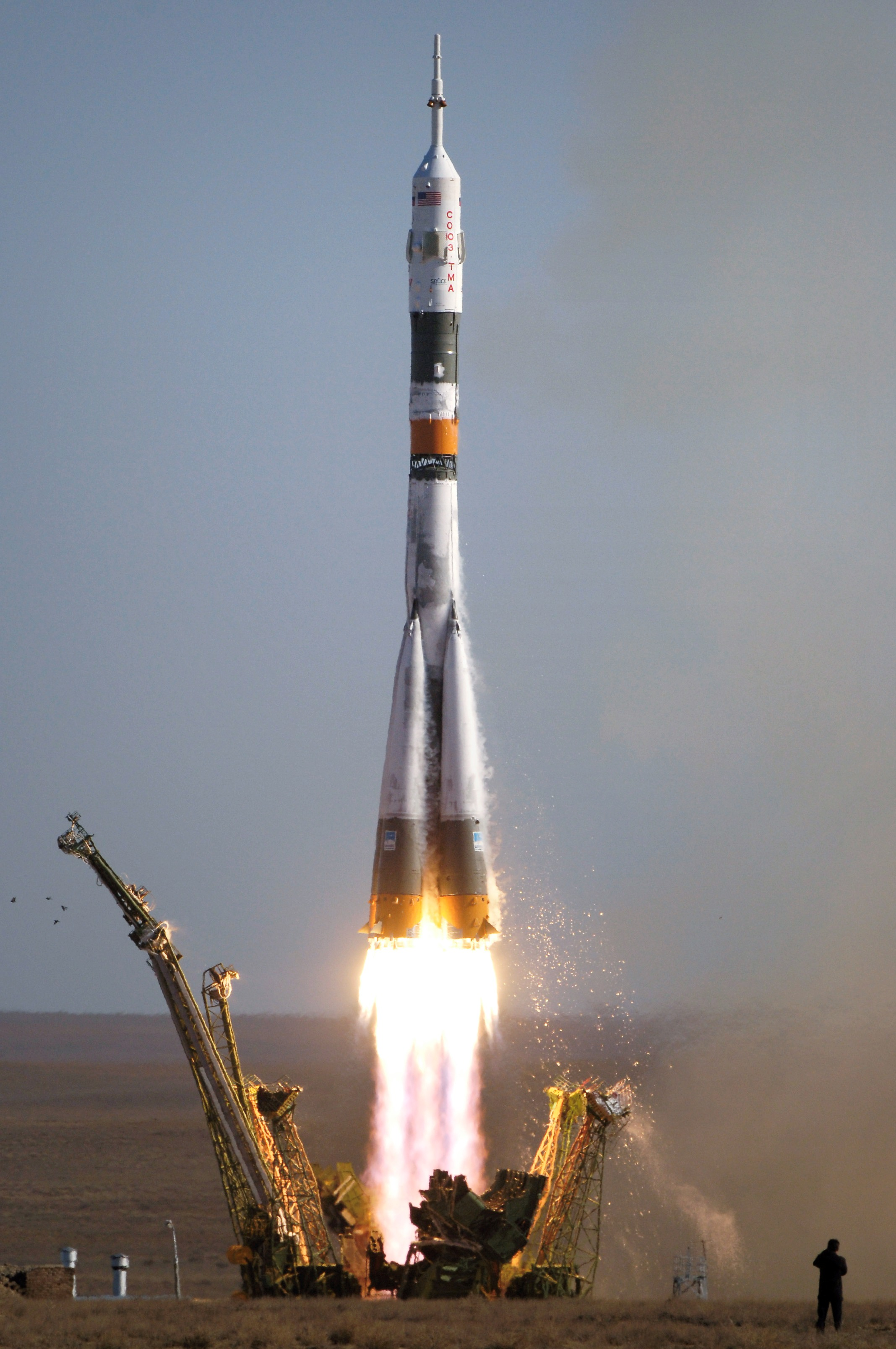
ソユーズTMA-9の打上げ

ソユーズTMA-9は、国際宇宙ステーションへの往来を目的とした、ソユーズのミッションである。2006年9月18日にソユーズFGで打ち上げられた。9月20日5時21分（UTC）にISSとドッキングし、2007年4月21日に地球に帰還した。ソユーズTMA-9は、2人の第14次長期滞在乗組員と、欧州宇宙機関の代わりにいくつかの実験を行った1人の宇宙飛行関係者を宇宙へ運んだ。

## 乗組員

### 第14次長期滞在
- ミハイル・チューリン (2) 船長 -  ロシア
- マイケル・ロペズ＝アレグリア (4) フライトエンジニア -  スペイン /  アメリカ合衆国

### 打上げ時
- アニューシャ・アンサリ (1) 宇宙飛行関係者 -  イラン /  アメリカ合衆国

### 帰還時
- チャールズ・シモニー (1) 宇宙飛行関係者 -  ハンガリー /  アメリカ合衆国

#### 備考
当初は、榎本大輔が日本人初の宇宙飛行関係者として予定されていたが、2006年4月21日に、健康上の理由から飛行には不適切と判断され、アニューシャ・アンサリと交代し、バックアップに回った。

## ISSへのドッキング
- 結合：2006年9月20日5時21分（スヴェズダのaftポートへ）
- 分離：2006年10月10日19時14分（ズヴェズダのaftポートから）
- 結合：2006年10月10日19時34分（ザーリャのnadirポートへ）
- 分離：2007年4月21日9時11分（ザーリャのnadirポートから）

## ミッションハイライト

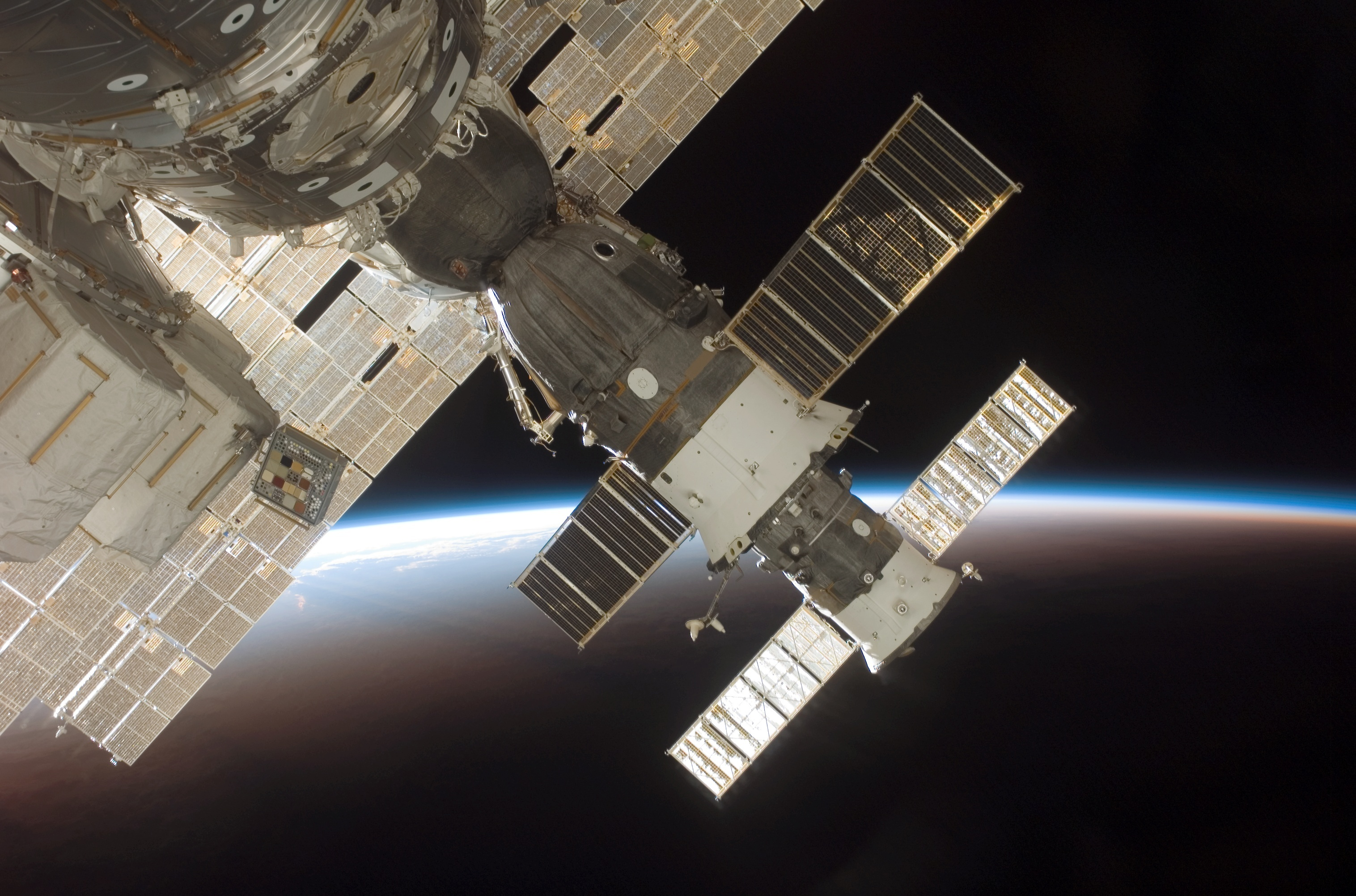
STS-116の乗組員により撮影された、プログレス補給船とドッキングするソユーズTMA-9

ソユーズTMA-9は、ISSへの32回目の有人宇宙飛行である。2006年9月18日から21日の3日間は、コロンビア号空中分解事故後としては初めて、12人の人間が同時に宇宙にいたことで知られる。3人は第13次長期滞在でISSに、3人はソユーズTMA-9に、6人はSTS-115のミッションで、アトランティスにいた。
アニューシャ・アンサリは、第13次長期滞在のPavel Vinogradov、Jeffrey Williamsとともに、2006年9月29日にソユーズTMA-8で無事に地球に帰還した。Lopez-AlegriaとTyurinは、6ヶ月間の滞在後、2007年4月21日に帰還した。
ソユーズTMA宇宙船の保証期間210日間を超える215日の宇宙滞在は、ソユーズ宇宙船の最長記録である。